# تسيفيلسك
تسيفيلسك (بالروسية: Цивильск) هي إحدى مدن روسيا في الكيان الفدرالي الروسي تشوفاشيا.